# Награда Радоје Домановић
Награда „Радоје Домановић“ је награда за достигнућа у области сатире. Награду додељује Фонд „Радоје Домановић“. Фонд су основали књижевници из Србије да би сачували од заборава лик и дело чувеног сатиричара. Фонд пре свега афирмише српску сатиру. Први добитник награде је писац Душан Јагликин, 1973. године, за сатиричну причу "Јесте", објављену у "Јежу".

## Добитници
Награду за 2000. годину су добили:
- За животно дело: Бранислав Бане Јовановић
- За допринос у области сатире: Весна Денчић
- За најбољу збирку афоризама: Александар Баљак
- За најбољу сатиричну поезију: Радован Кањевац
- За најбољу сатиричну прозу: Зоран Станојевић
- За литерарни допринос у шаху: Никола Караклајић
- За најбољу новинску карикатуру: Југослав Влаховић
- За најбољу новинску критику сатире: Вита Теофиловић
- Специјална признања добили су сатиричари „Јежа“: Душко М. Петровић, Радивоје Бојичић, Милован Вржина и Драгутин Минић, за афирмацију хумора и сатире у протеклој деценији, као и карикатуриста Предраг Кораксић Коракс за најбоља остварења у карикатури у протеклој деценији.

Награду за 2005. су добили:
- За укупан допринос сатири: равноправно су поделили Драгутин Минић Карло и Ранко Гузина
- За најбољу сатиричну књигу у 2004: Владан Сокић постхумно за књигу „Трагови“ и Дејан Милојевић за књигу „Пасијанс“
- За мултимедијални допринос: Петар Зец, редитељ и Миленко Павлов, глумац
- „Екселенција сатире“ (први пут установљена): Негован Рајић, српски писац из Канаде, за књигу „Људи кртице“

У Коларчевој задужбини, у Београду, награду за 2006. су добили:
- За укупан допринос сатири: Матија Бећковић, академик
- За најбољу сатиричну књигу у 2005: Растко Закић, књижевник, за књигу „Власник власти“
- За мултимедијални допринос: Борисав Бора Ђорђевић, музичар
- За афоризме на српском језику: Горан Мракић, афористичар из Темишвара
- За глумачки допринос: Павле Минчић, глумац

Награда за 2007:
- За укупан допринос сатири: Душан Ковачевић, књижевник
- За најбољу сатиричну књигу у 2006: Слободан Симић, књижевник, за књигу „Незаштићени сведок“
- За мултимедијални допринос: Јелисавета Сека Саблић, глумица
- За најбољег сатиричара у дијаспори: Радомир Путниковић, књижевник из Лондона
- „Екселенција сатире“: Васил Толевски, књижевник из Македоније

Награда за 2008. додељена је 15. пут, 27. новембра 2008:
- За укупан допринос сатири: Милован Витезовић, књижевник
- За најбољу сатиричну књигу у 2007: Александар Баљак за књигу афоризама „Рат је први почео“
- За мултимедијални допринос: Емир Кустурица
- „Екселенција сатире“: Владимир Шојхер, књижевник из Русије

Награда за 2009:
- За укупан допринос сатири: Момо Капор, књижевник
- За најбољу сатиричну књигу у 2008: Раде Јовановић за књигу афоризама „Кратко и јасно“ и Саво Мартиновић за књигу афоризама „Питамтеја“
- За медијски допринос: Синиша Павић, драмски писац

Награда за 2010:
- За укупан допринос српској сатири: Петар Пајић, књижевник
- За најбољу сатиричну књигу у 2009: Раша Папеш за књигу афоризама „Фундаментално дно“ и Бојан Љубеновић
- За медијски допринос: Бата Живојиновић, глумац
- За страну сатиру: Бојан Богдановић (Босна и Херцеговина), Ганче Савов (Бугарска) и Валериу Бутулеску (Румунија)

Награда 2011. године је додељена 22. децембра 2011. у Министарству вера и дијаспоре, добитници су:
- За укупан допринос српској књижевној сатири: Љубивоје Ршумовић, књижевник
- За допринос сатири у области филма, позоришта и телевизије: Зоран Ранкић, драмски уметник и књижевник
- За најбољу сатиричну књигу објављену 2010. године: Радивоје Дамјановић из Смедерева за књигу афоризама „Јахање на тигру“  178773004 и Веселин Мишнић из Београда за књигу афоризама „Уредно сложени јауци“  171865612
- „Екселенција сатире“: Жарко Петан, песник из Словеније, и Вељко Рајковић, сатиричар из Црне Горе

Награда за 2015. годину, добитници су:
- За животно дело: Зоран Ранкић, афористичар из Београда, и проф. др Мирослав Егерић из Новог Сада
- За најбољу сатиричну књигу објављену 2014. године: Бојан Љубеновић из Београда за књигу прича „Писма из Србије“
- Најбоља књига сатире у 2015. години: књига афоризама „Даће Бог. Ако Бог да“ Зорана Т. Поповића из Панчева
- Специјално признање за теоријски допринос сатири: проф. др Ратко Божовић из Београда.

Награда за 2016. годину, добитници су:
- За укупан допринос српској књижевној сатири: Драган Ускоковић, драмски писац и приповедач из Београда, и сатиричар и хумориста Раде Ђерговић из Шапца
- За најбољу сатиричну књигу објављену 2016. године: професор и дипломата Зоран Бингулац из Београда за роман „Уплетена огледала белог гаврана”, и сатиричар и есејиста Радмило Мићковић из Раче за књигу афоризама „Духовне муње”

Награда за 2017. годину, добитници су:
- За укупан допринос српској књижевној сатири: професор Павле Ковачевић (1940) и Саво Мартиновић (1935)
- За најбољу сатиричну књигу објављену 2017. године: Милан Р. Симић (1959) за књигу афоризама „Жуљ на жуљ”, Јеремија Лазаревић (1955) за књигу поезије „Филозофија” и Јанко Јелић (1979) за књигу прича „Златни човјек”
- За теоријски допринос сатири: Витомир Теофиловић (1943) за књигу „Есеји о афоризмима о романима о песмама”
- „Екселенција сатире“: Љубомир Фелдек из Братиславе, Михаил Вешим из Софије и Владисалв Влаховић из Подгорице

Награда за 2018. годину, добитници су:
- За укупан допринос српској књижевној сатири: Момчило Стојановић[12]

Награда за 2022. годину, добитници су:
- За укупан допринос српској књижевној сатири: Раша Папеш
- За најбољу сатиричну књигу објављену 2022. године: збирка афоризама "Мини-малац" Митра Ђерића Лакија из Београда
- За најуспелији зборник сатире: Иван Матејевић из Алексинца за Алманах "Јужњачка утеха"
- „Екселенција сатире“: Јандре Дрмић, афористичар из Загреба

Награда за 2023. годину, добитници су:
- За укупан допринос српској књижевној сатири: Зоран Божовић
- За најбољу сатиричну књигу објављену 2023. године: збирка афоризама „Колективно лудило” Слободана Симића
- За најуспелији зборник сатире: Ђорђе Оташевић за „Савремени јужонословенски афоризам”
- „Екселенција сатире“: Љупка Цветанова, из Северне Македоније, Екрем Мацић из БиХ и Златко Томић из Хрватске